# Rinorreia
Rinorreia (rhin = "nariz" + rhoia = "fluxo") é o sinal médico que define o corrimento excessivo de muco nasal. É geralmente associado aos sintomas de rinite ou outras doenças do trato respiratório superior. Este termo é muitas vezes confundido com o termo coriza, porém esta última situação é um conjunto de patologias que englobam as rinofaringites seja qual for a etiologia, como infeções víricas, bacterianas e alergias. Assim, a rinorreia será um sinal presente na coriza e faz parte da síndrome gripal.
A rinorreia pode ser aquosa ou mucoide, clara podendo ser densa como a água ou como a clara de ovo; mucopurulenta, quando apresenta aspecto esverdeado ou amarelado; ou sanguinolenta, quando apresenta sangue misturado com o muco (o sangue correndo do nariz denomina-se epistaxis, porém, se for em grande quantidade, denomina-se rinorragia, mais comum em trauma de base de crânio).

## Causas
As causas podem não corresponder a qualquer patologia
- rinorreia provocada pelo frio (faz parte de um conjunto de reações da mucosa nasal ao frio pois função desta mucosa e da produção de muco é o aquecimento do ar inalado).
- rinorreia secundária ao choro, seja por causa emocional, alérgica ou irritativa pois as lágrimas drenam pelo canal lacrimal para as fossas nasais
- rinorreia provocada pela ingestão ou inalação de substâncias como cocaína, metadona, vasodilatadores ou simplesmente a ingestão de alimentos muito picantes.

ou estar relacionadas com patologias ou síndromes
- está sempre presente nas rinofaringites, seja qual for a sua etiologia, viral, bacteriana ou alérgica.
- é um dos sinais presentes na síndrome gripal.
- rinorreia de líquido cefalo-raquídeo com passagem deste líquido para as fossas nasais como acontece em traumatismos cranianos, ou em situações de hipertensão intracraniana.[2]
- pode ser um sinal de tumor da rinofaringe, do etmoide ou do esfenoide

## Controlo
Não esquecendo que a rinorreia é um sinal médico e não uma patologia, o seu controlo será o controlo da causa que a provoca.